# Anni 280
Gli anni 280 sono il decennio che comprende gli anni dal 280 al 289 inclusi.